# Belovite-(La)
La belovite-(La) è un minerale appartenente al gruppo della belovite.